# Сагамихара
Сагамиха́ра (яп. 相模原市 Сагамихара-си) — город, определённый указом правительства Японии, расположенный в префектуре Канагава. Площадь города составляет 328,83 км², население — 722 881 человек (1 августа 2014), плотность населения — 2198,34 чел./км².
Город делится на три района: Мидори-ку, Тюо-ку и Минами-ку.

## История
Он был основан 29 апреля 1941 года, а статус города, определённого указами правительства, получил 1 апреля 2010 года.
Осенью 1987 года между управлением национальной обороны Японии и Пентагоном было подписано соглашение о создании в Сагамихара стратегического хранилища вооружения и военной техники для экспедиционных сил быстрого реагирования США. В декабре 1987 года в Сагамихара прибыли 300 военнослужащих США и начался завоз, прием и складирование боевой техники США (танков, самоходных артиллерийских установок и др.).
26 июля 2016 года в городе произошло нападение на пансионат для инвалидов «Цукуи Ямаюри Эн», в результате которого не менее 19 человек погибли и 40 были ранены.

## География
Сагамихара расположен в центральной части острова Хонсю к западу от Токио на реке Доси, которая впадает в залив Сагами.

## Население
| Год  | Численность | Численность |
| ---- | ----------- | ----------- |
| 1972 | 309 000     | [ 5 ]       |
| 1985 | 483 000     |             |
| 1998 | 582 000     | [ 6 ]       |
| 2010 | 717 544     | [ 7 ]       |
| 2015 | 720 780     | [ 7 ]       |
| 2017 | 721 477     | [ 8 ]       |
| 2020 | 722 973     |             |
| 2021 | 725 696     | [ 9 ]       |

## Экономика
В 1950-х в городе появилась развитая промышленность, включающая в себя электромашиностроение и автостроение, а также пищевую и текстильную промышленность.
Сагамихара — центр исследований в области атомной энергии.

## Транспорт
- Кокудо 16 — Японская дорога национального значения, окружающая Токио.

## Образование
В городе находятся Женский университет Сагами, медицинский колледж Китасато и ветеринарный колледж Адзабу.

## Породнённые города
Сагамихара породнён с тремя городами:
- Торонто, Канада (1 января 1998);
- Трейл, Канада (15 апреля 1991);
- Уси, КНР (6 октября 1985).

## Символика
Цветком города выбрали гортензию, деревом — дзелькву пильчатую, а птицей — полевого жаворонка.